# L'Indispensable
 (juillet 2017).
Si vous disposez d'ouvrages ou d'articles de référence ou si vous connaissez des sites web de qualité traitant du thème abordé ici, merci de compléter l'article en donnant les références utiles à sa vérifiabilité et en les liant à la section « Notes et références ».
L'Indispensable est un magazine consacré à la critique de bande dessinée créé en 1998 par Franck Aveline et disparu en l'an 2000. Une nouvelle version est lancée en octobre 2011, reprenant la même formule.

## Principe
La revue fait se découpe en trois catégories :
- Les entretiens, qui sont le cœur de L'Indispensable sont longs et pas nécessairement rattachés à une actualité directe. Ils mettent en avant le travail d'un auteur, d'un éditeur, voire d'un critique qui se distingue des autres. Il y a toujours un entretien plus long avec un auteur, qui réalise alors la couverture, puis des entretiens un peu plus courts avec les autres invités. Il est à noter que tous les entretiens de la première formule ont été mis en ligne sur Du9.
- Des articles de fond sur des sujets variés, là encore rarement rattachés à une actualité directe, pouvant aussi bien étudier un album ou le travail d'un auteur qu'une question éditoriale.
- Les chroniques, qui sont les seules rubriques un peu plus rattachées à l'actualité (même si certains titres plus anciens peuvent être chroniqués), commentent des albums précis dans un but de prescription.

## Auteurs interviewés
Dans chaque numéro, l'auteur réalisant la couverture est inscrit en gras.

### Première formule
- No 0, février 1998 : Frédéric Boilet, Benoît Springer, Jiro Taniguchi, Laurent Vicomte, Claire Wendling, Pascal Rabaté et Benoît Peeters.
- No 1, juin 1998 : Frank Pé, Daniel Ceppi, Thierry Groensteen, Hermann, David Mazzucchelli, Fabrice Neaud, Joe Sacco, et les éditions Cornélius.
- No 2, octobre 1998 : Manu Larcenet, Joann Sfar, Emmanuel Guibert, José Muñoz, François Schuiten, Martin Tom Dieck et les éditions Amok.
- No 3, mai 1999 : Edmond Baudoin, Alex Barbier, Enki Bilal, Sophie Dutertre, Lorenzo Mattotti et les Éditions du Rouergue.
- No 4,  octobre 1999, : Frédéric Bézian, Dupuy et Berberian, Jean-François Laguionie, Sergio Toppi, Yslaire et les éditions Fréon.

### Deuxième formule
- No 1 (5), octobre 2011 : Nicolas de Crécy, Guy Delisle, Cosey, N. C. Wyeth, David Mazzucchelli et un article sur Photographie et bande dessinée.

- No 2 (6), janvier 2012 : Frank Le Gall, Philippe Petit-Roulet, Kirsi Kinnunen, Ville Ranta, et un portfolio de photos inédites de Blueberry pendant la Guerre de Sécession